# Sideroxylon polynesicum
Nesoluma polynesicum là một loài thực vật có hoa trong họ Hồng xiêm. Loài này được (Hillebr.) Smedmark & Anderb. mô tả khoa học đầu tiên năm 2007.

## Hình ảnh

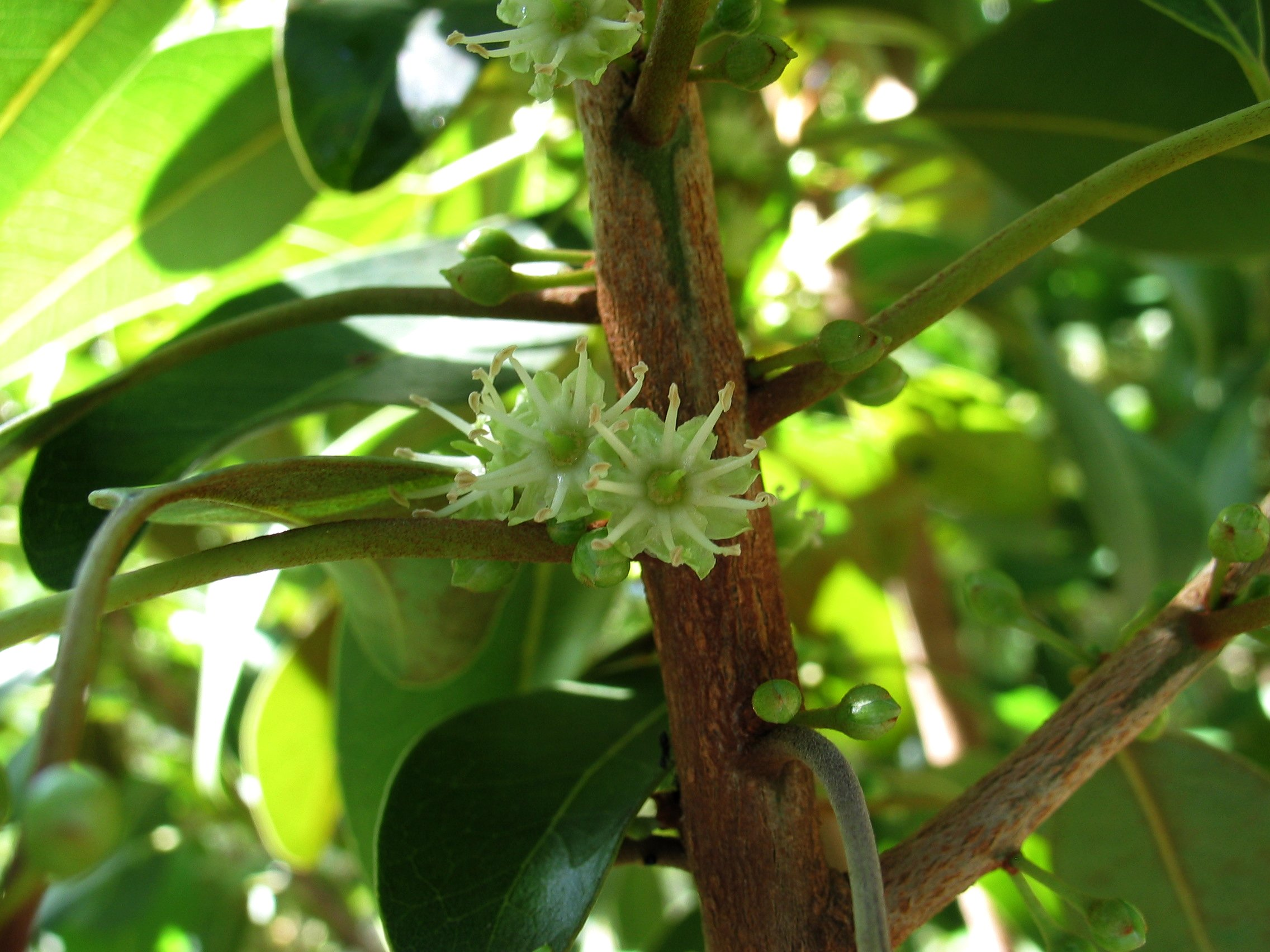
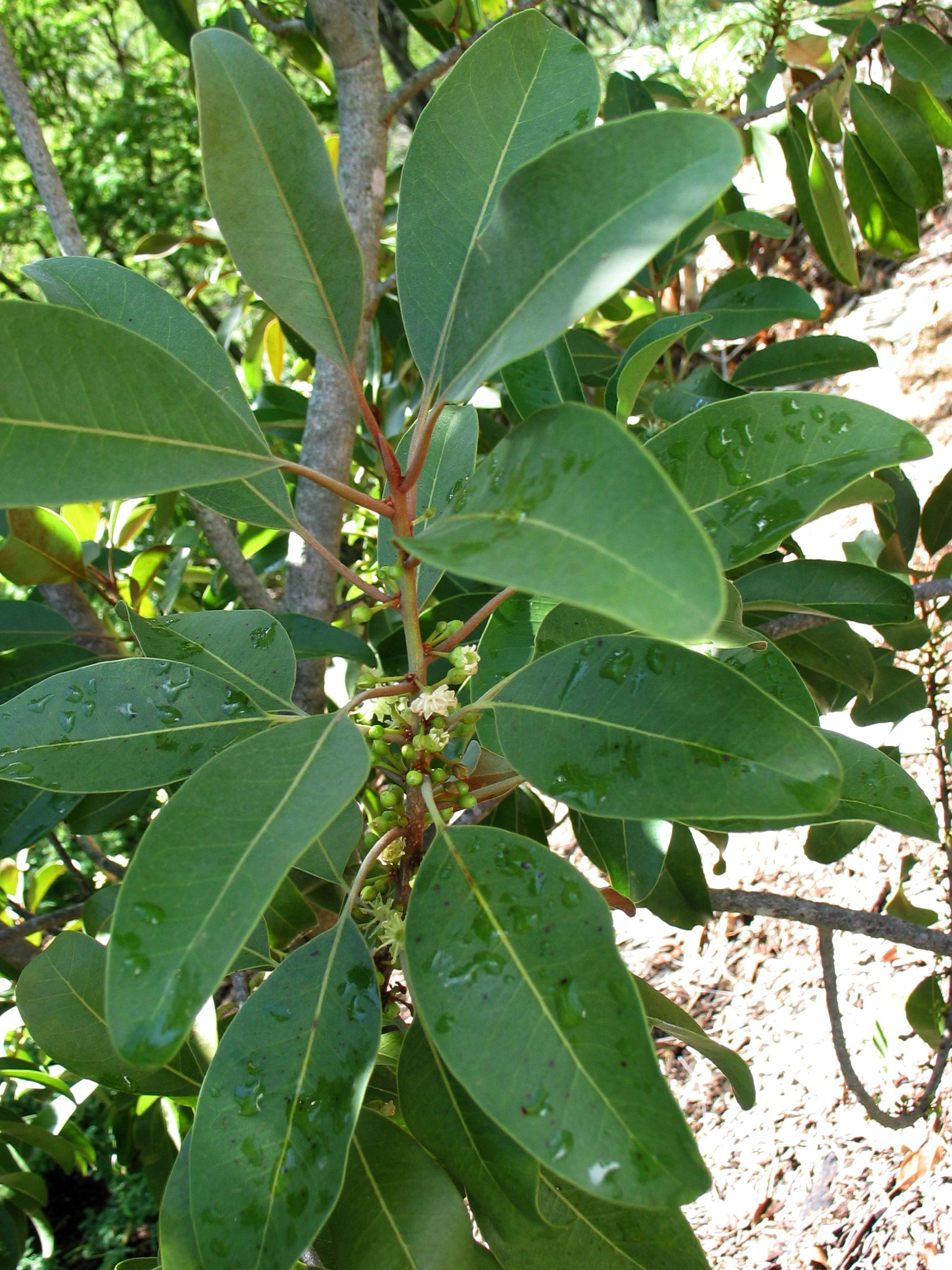
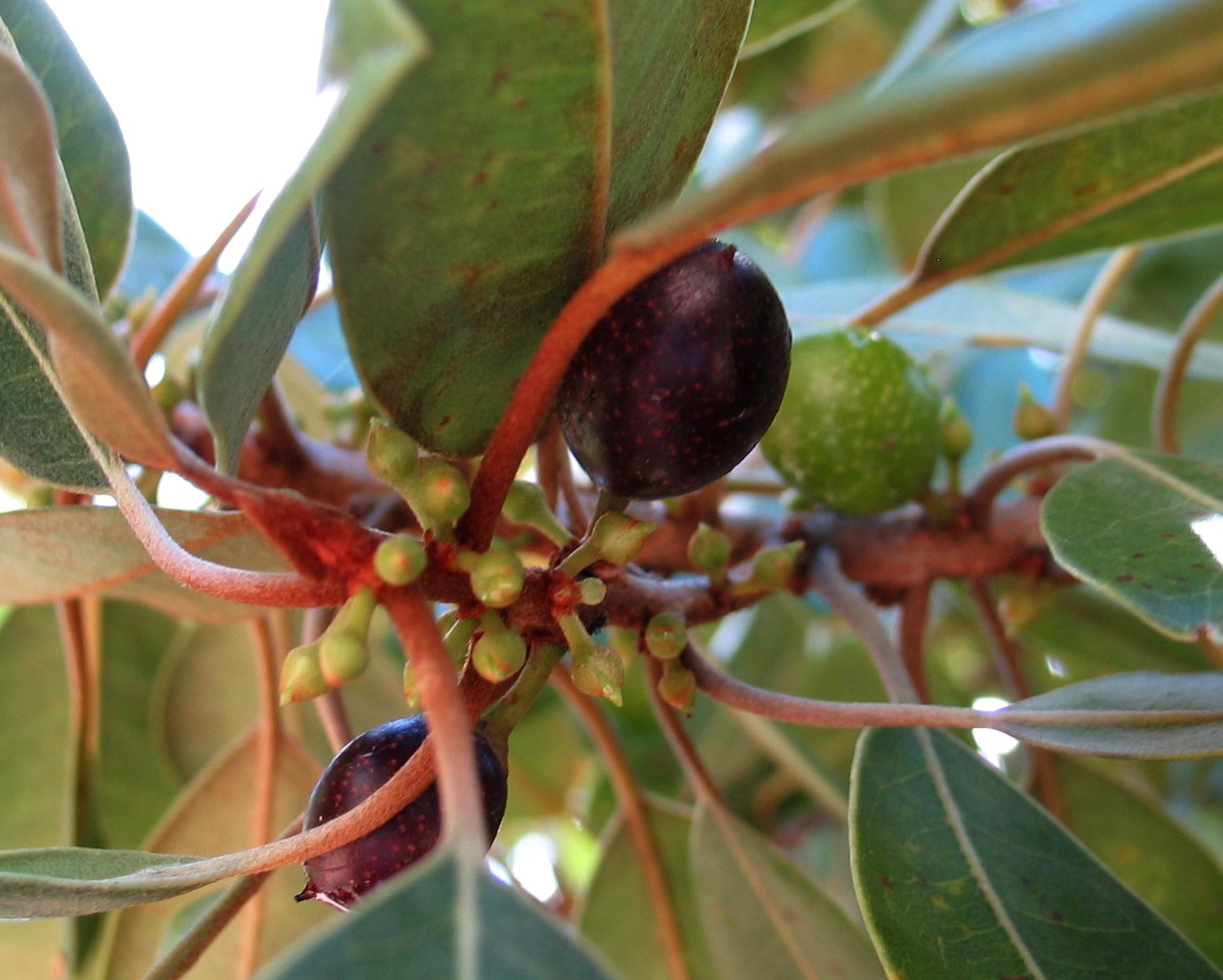
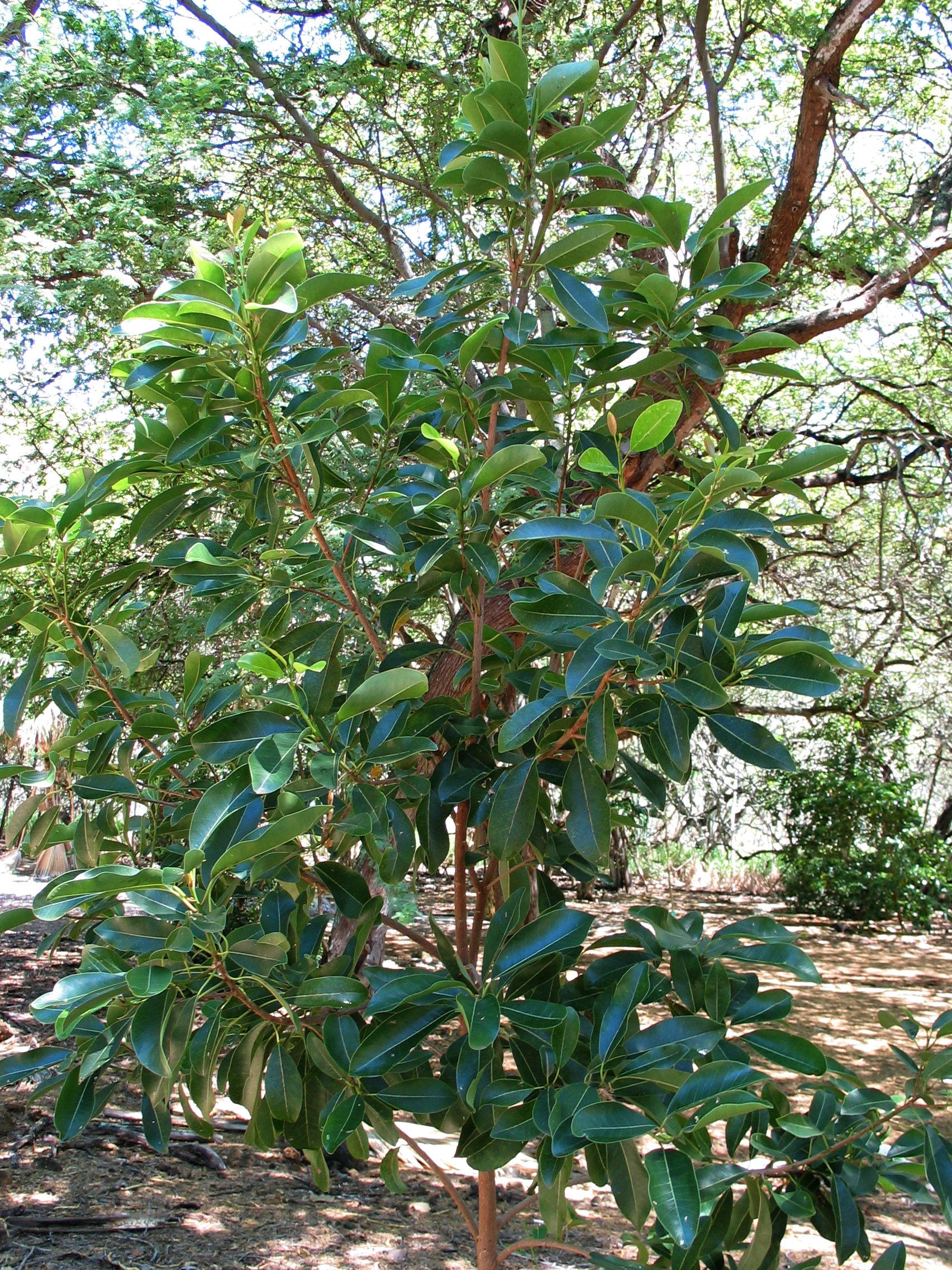